# Phytosciara producta
Phytosciara producta är en tvåvingeart som beskrevs av Risto Kalevi Tuomikoski 1960. Phytosciara producta ingår i släktet Phytosciara och familjen sorgmyggor.
Artens utbredningsområde är Finland. Inga underarter finns listade i Catalogue of Life.